# Franco Carrera
Franco Carrera (né le 8 novembre 1943 à Turin dans le Piémont) est un joueur de football italien, qui évoluait au poste de milieu de terrain.
Formé par le club de sa ville natale de la Juventus (avec qui il joue son premier match le 15 octobre 1961 lors d'une victoire de coupe 3-2 sur Prato), il y fait ses débuts professionnels, avant d'ensuite jouer durant sa carrière avec les clubs de Potenza, du SPAL Ferrare, de l'US Foggia, Catane, Novare, Tarente et de Parme.

## Palmarès
Juventus
- Championnat d'Italie :
  - Vice-champion : 1962-63.